# Abbi Jacobson

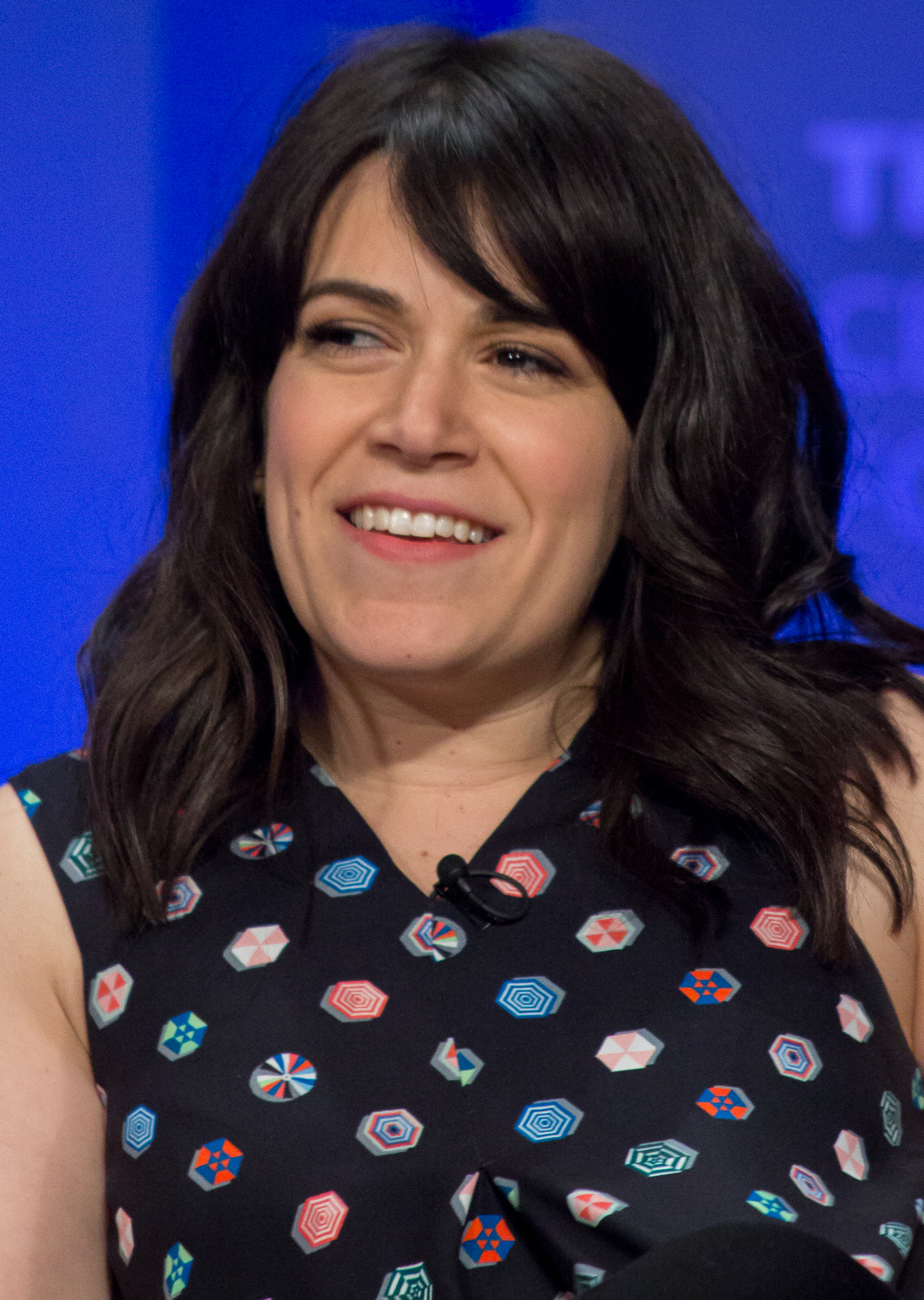
Abbi Jacobson auf dem Paley Fest 2015

Abbi Jacobson (* 1. Februar 1984 in Wayne, Pennsylvania) ist eine US-amerikanische Schauspielerin.

## Leben
Jacobson wuchs in Wayne, Pennsylvania auf. Sie besuchte die Valley Forge Middle School und die Conestoga High School. Später studierte sie am Maryland Institute College of Art. Nach ihrem dortigen Abschluss 2006 zog sie nach New York City. Hier besuchte sie kurzzeitig das Atlantic Acting Conservatory und wurde auf das Upright Citizens Brigade Theatre aufmerksam. Während sie am Upright Citizens Brigade Theatre Unterricht nahm, lernte sie Ilana Glazer kennen.
Jacobson und Glazer produzierten von 2009 bis 2011 die Webserie Broad City, in der die beiden gleichzeitig die Hauptrollen spielten. Von 2014 bis 2019 wurden 50 Folgen einer gleichnamigen Fernseh-Adaption der Webserie auf Comedy Central ausgestrahlt. Jacobson und Glazer übernahmen auch hier die Hauptrollen.
Jacobson machte 2020 ihre Beziehung zu der Schauspielerin Jodi Balfour öffentlich.

## Filmografie (Auswahl)
- 2009: Revelation 13
- 2010–2011: Broad City (Webserie, 16 Folgen)
- 2014: Intimate Semaphores
- 2014–2019: Broad City (Fernsehserie, 50 Folgen)
- 2015: Inside Amy Schumer (Fernsehserie, Episode 3x06 80s Ladies)
- 2016–2018: BoJack Horseman (Fernsehserie, 7 Folgen, Stimme von Emily)
- 2016: Bad Neighbors 2 (Neighbors 2: Sorority Rising)
- 2017: Person to Person
- 2017: Portlandia (Fernsehserie, 2 Folgen)
- 2017: The LEGO Ninjago Movie (Stimme von Nya im Original)
- 2018: Drunk History (Folge 5x04 Sex)
- 2018–2023: Disenchantment (Fernsehserie, Stimme von Prinzessin Bean)
- 2021: Die Mitchells gegen die Maschinen (The Mitchells vs. the Machines, Stimme von Katie Mitchell/Dog Cop)
- 2022: A League of Their Own (Fernsehserie)